# بوگاتیچ
بوگاتیچ (به صربی: Bogatić) یک شهرستان در صربستان است که در ناحیه ماچوا واقع شده‌است. بوگاتیچ ۸۱ متر بالاتر از سطح دریا واقع شده‌است.